# Trina Michaels
Trina Michaels (San Franciso, Kalifornia 1983. január 13. –) amerikai pornószínésznő.
Trina Michaels mielőtt belekezdett volna a felnőtt szórakoztató iparba, korábban felszolgálóként dolgozott. 2004-ben kezdett dolgozni a pornó iparban, huszonegy éves korában. TÖbb névvel is szerepel szexfilmekben, mint Trina, Trina Michaels vagy Moody Michaels névvel is rátalálunk. 165 centiméter magas. Kínai tetovált szimbólum van az egyik ujján. Hasának bol oldalán vörös rózsa rajzolatát adja ki egy tetoválás. Zöld virág látható a törzsének hátsó, alsó részénél. Piercingje a nyelvében van, a köldökében, csiklójában. XBIZ-díjra jelölték 2013-ban. Az XBIZ-díjat 2003-tól osztják ki a pornószínészek között. F.A.M.E.-díjra jelölték 2008-ban, majd 2011-ben AVN-díjra. 2006 és 2008 között AVN-díjra hat alkalommal jelölték.

## Válogatott filmográfia
| - 2012 Big Tit Girls Love to Be Gangbanged - 2012 Pool Party at Seymore's 3: The Sext Generation - 2011 She Craves Cock - 2011 Lex Steele XXX 14 - 2011 I Suck - 2011 Hole in the Dark 2 - 2011 Pretty Tied Up - 2010 Meat Your Teacher | - 2010 Pain in Da Ass - 2010 Busty Bartenders - 2010 Hell's Kittens - 2010 Lex on Blondes 7 - 2010 Masturbation Nation 9 - 2009 Sunny's Big Adventure - 2009 There Will Be Cum 7 - 2009 Reinvented |